# Villeneuve-sur-Auvers
Villeneuve-sur-Auvers – miejscowość i gmina we Francji, w regionie Île-de-France, w departamencie Essonne.
Według danych na rok 1990 gminę zamieszkiwało 496 osób, a gęstość zaludnienia wynosiła 70 osób/km² (wśród 1287 gmin regionu Île-de-France Villeneuve-sur-Auvers plasuje się na 811. miejscu pod względem liczby ludności, natomiast pod względem powierzchni na miejscu 546.).